# Robby Gordon

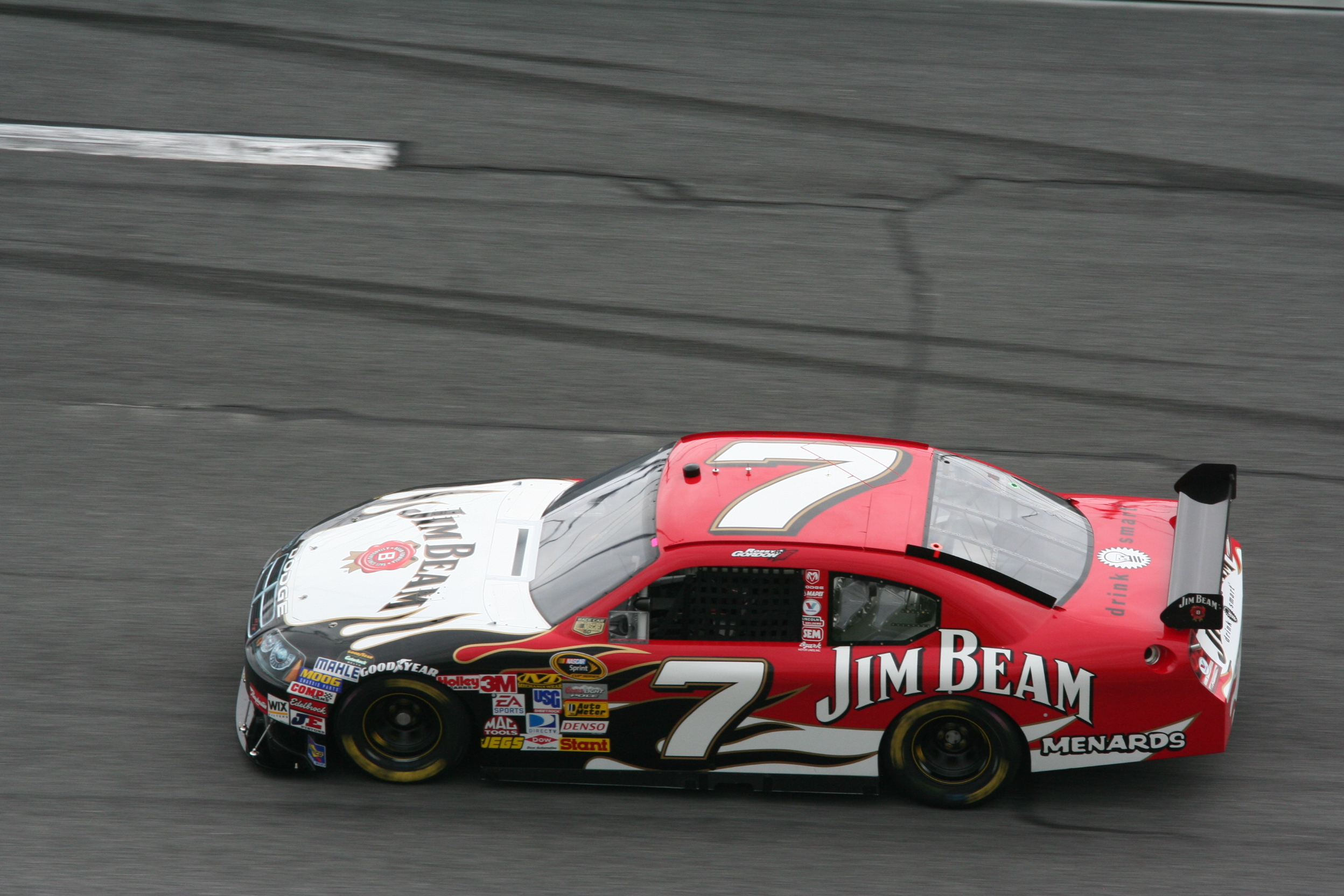
Robby Gordon w serii NASCAR w sezonie 2008

Robby Gordon (ur. 2 stycznia 1969 roku w Bellflower) – amerykański kierowca wyścigowy. Aktualnie startuje w serii NASCAR Sprint Cup, w swoim zespole - Robby Gordon Motorsports.

## Kariera

### Off-road
Robby Gordon jest synem legendy amerykańskich wyścigów typu off-road "Baja-Bob" Gordona i swoją karierę rozpoczął również od wyścigów tego typu. W latach 1986–1990 oraz w 1996 zdobył tytuł mistrzowski w swojej klasie.
W 2005 roku wystartował w Rajdzie Dakaru w fabrycznym zespole Volkswagena i stał się pierwszym Amerykaninem, który wygrał etap tego rajdu w klasie samochodów. W sumie w 2005 roku wygrał dwa etapy i zajął 12. miejsce w klasyfikacji. Rok później wystartował w rajdzie do Dakaru Hummerem H3 w zespole Team Dakar USA, jednak nie ukończył go z powodu przekroczenia limitu czasu na jednym z etapów. W 2007 roku ponownie wystartował Hummerem w barwach Team Dakar USA, tym razem zajmując ósme miejsce na koniec rajdu. W roku 2009, po przeniesieniu rajdu do Ameryki Południowej, Gordon ukończył go na trzecim miejscu w klasyfikacji generalnej, po raz kolejny startując za kierownicą Hummera H3.

### CART / Indy Racing League
W 1992 roku zadebiutował w serii CART w zespole Chip Ganassi Racing. W latach 1993–1996 zaliczył pełne sezony startów w zespołach A.J. Foyt Enterprises (1993) i Walker Racing (1994-96). W 1995 roku odniósł swoje dwa jedyne zwycięstwa w tej serii (w Phoenix i w Detroit). W 1997 roku wystartował tylko w jednym wyścigu zastępując Dario Franchittiego w zespole Carla Hogana, a w barwach zespołu Arciero/Wells Racing wystartował w większości wyścigów sezonu 1998. W 1999 roku stworzył własny zespół którego był jednocześnie kierowcą. Najlepsze rezultaty tego sezonu to trzykrotnie zajęte ósme miejsce w wyścigu. Po tym sezonie Gordon zakończył ściganie w serii CART.
W latach 1997–2004 Gordon startował w wyścigach Indianapolis 500 rozgrywanych w ramach serii Indy Racing League (w latach 1993-1995 wystartował w nich w ramach serii CART). Najlepsze miejsce jakie zajął to czwarte w 1999 roku, jednak do samego końca miał duże szanse na zwycięstwo, ale na jedno okrążenie przed końcem wyścigu skończyło mu się paliwo i zwycięstwo odniósł Kenny Bräck.

### NASCAR
Pierwszy start w serii NASCAR Robby Gordon zaliczył w 1991 roku. Jednak do 1997 roku były to pojedyncze starty (w sumie 7 wyścigów w latach 1991-1996). Dopiero w 1997 roku wystartował w większej liczbie wyścigów (22 starty w zespole SABCO). Najlepsze miejsce jakie wtedy zajął to czwarte na torze Watkins Glen. Zdobył także pole position w Atlancie.
Kolejny pełny sezon zaliczył w 2000 roku. Startował wtedy w swoim własnym zespole, jednak wyniki były bardzo słabe - zaledwie dwa wyniki w dziesiątce na 17 startów. W 2001 roku rozpoczął sezon w zespole Morgana McClure, ale po pięciu wyścigach został zwolniony. W jednorazowym starcie dla Ultra Motorsports na torze Sears Point prawie udało mu się wygrać wyścig, ale przez problemy z dublowaniem jednego z kierowców, Gordon stracił prowadzenie na rzecz ostatecznego zwycięzcy Tony'ego Stewarta.
W dalszej części sezonu 2001 został zatrudniony w jednym z czołowych zespołów - Richard Childress Racing i w ostatnim wyścigu sezonu odniósł swoje pierwsze zwycięstwo w serii NASCAR. W zespole Childressa został przez trzy kolejne sezony, a najlepsze wyniki zanotował w 2003 roku, gdy wygrał 2 wyścigi i zajął 16. miejsce w klasyfikacji.

## Starty w Indianapolis 500
| Rok  | Nadwozie | Silnik        | Start | Wynik | Uwagi                  |
| ---- | -------- | ------------- | ----- | ----- | ---------------------- |
| 1993 | Lola     | Cosworth-Ford | 25    | 27    | Skrzynia biegów        |
| 1994 | Lola     | Cosworth-Ford | 19    | 5     |                        |
| 1995 | Lola     | Cosworth-Ford | 7     | 5     |                        |
| 1997 | G-Force  | Oldsmobile    | 12    | 29    | Pożar                  |
| 1999 | Dallara  | Oldsmobile    | 4     | 4     |                        |
| 2000 | Dallara  | Oldsmobile    | 4     | 6     |                        |
| 2001 | Dallara  | Oldsmobile    | 3     | 21    |                        |
| 2002 | Dallara  | Chevrolet     | 11    | 8     |                        |
| 2003 | Dallara  | Honda         | 3     | 22    | Skrzynia biegów        |
| 2004 | Dallara  | Chevrolet     | 18    | 29    | Instalacja elektryczna |

## Starty w Rajdzie Dakar
| Rok  | Kategoria | Pojazd             | Wynik | Uwagi               |
| ---- | --------- | ------------------ | ----- | ------------------- |
| 2005 | samochody | Volkswagen Touareg | 12    | wygrał 2 etapy      |
| 2006 | samochody | Hummer H3          | NU    | odpadł na 8. etapie |
| 2007 | samochody | Hummer H3          | 8     | wygrał 1 etap       |
| 2009 | samochody | Hummer H3          | 3     |                     |
| 2010 | samochody | Hummer H3          | 8     | wygrał 1 etap       |
| 2011 | samochody | Hummer H3          | NU    | odpadł na 4. etapie |
| 2012 | samochody | Hummer H3          | DQ    | wygrał 3 etapy      |